# Kreuzberg (Berlin)
Kreuzberg, Berlin-Kreuzberg – dzielnica (Ortsteil) Berlina w okręgu administracyjnym Friedrichshain-Kreuzberg. Od 1 października 1920 w granicach miasta. Jest gęsto zaludnioną dzielnicą miasta, zamieszkaną głównie przez młodych ludzi.   
Znajduje się tutaj kanał Landwehrkanal.

## Transport
Przez dzielnicę przebiegają linie metra:
- U1 ze stacjami:
  - Schlesisches Tor
  - Görlitzer Bahnhof
  - Kottbusser Tor
  - Prinzenstraße
  - Hallesches Tor
  - Möckernbrücke
  - Gleisdreieck

- U2 ze stacją:
  - Gleisdreieck

- U6 ze stacjami:
  - Kochstraße
  - Hallesches Tor
  - Mehringdamm
  - Platz der Luftbrücke

- U7 ze stacjami:
  - Möckernbrücke
  - Mehringdamm
  - Gneisenaustraße
  - Südstern

- U8 ze stacjami:
  - Moritzplatz
  - Kottbusser Tor
  - Schönleinstraße